# Лебедев, Иван Степанович
Иван Степанович Лебедев (1899—1987) — советский авиаконструктор.

## Биография
Окончил ВВИА имени Н. Е. Жуковского (1925).
В 1926—1928 годах инженер на заводе «Авиаработник», Москва.
С 1928 года работал в ЦАГИ (ОКБ А. Н. Туполева). В 1928—1936 в бригаде скоростных самолётов А. А. Архангельского — заместитель начальника бригады.
В 1936—1941 годах помощник главного конструктора по самолётам СБ (АНТ-40) и Ар-2 на заводах № 22 и № 32.
С 1941 года начальник бригады ОКБ А. Н. Туполева по агрегатам оборудования кабины экипажа и пассажиров самолётов от Ту-2 до Ту-160.
Умер в 1987 году. Похоронен в Москве на Новодевичьем кладбище.

## Награды и премии
- Сталинская премия первой степени (1952) — за работу в области самолётостроения
- орден Ленина
- три ордена Трудового Красного Знамени
- орден Красной Звезды
- орден «Знак Почёта»
- медали